# Championnats du monde d'escrime 1937
Navigation
Édition suivante
Les 1ers championnats du monde d'escrime se déroulent à Paris en 1937.

## Tableau des médailles
| Rang  | Nation    | Or | Argent | Bronze | Total |
| ----- | --------- | -- | ------ | ------ | ----- |
| 1     | Hongrie   | 3  | 2      | 1      | 6     |
| 2     | Italie    | 3  | 1      | 0      | 4     |
| 3     | France    | 1  | 4      | 1      | 6     |
| 4     | Allemagne | 1  | 1      | 1      | 3     |
| 5     | Autriche  | 0  | 0      | 2      | 2     |
| 6     | Belgique  | 0  | 0      | 1      | 1     |
| 6     | Danemark  | 0  | 0      | 1      | 1     |
| 6     | Suède     | 0  | 0      | 1      | 1     |
| TOTAL | TOTAL     | 8  | 8      | 8      | 24    |